# Ogilvy & Mather
Ogilvy & Mather là một công ty quốc tế chuyên về quảng cáo, marketing và quan hệ công chúng có trụ sở tại Manhattan, và là một bộ phận của tập đoàn WPP. Nó hoạt động với 450 văn phòng tại 161 thành phố của 120 quốc gia trên toàn thế giới với khoảng 18.000 nhân viên.

## Lịch sử
Ogilvy & Mather được thành lập vào năm 1948 do David Ogilvy - doanh nhân sinh tại Anh, với sự ủng hộ của một ông chủ trước đó, đại lý quảng cáo Mather & Crowther tại London.
Mather & Crowther ban đầu gửi David Ogilvy đến Hoa Kỳ vào năm 1938. Trong mười năm tiếp theo, Ogilvy đã làm việc tại bộ phận nghiên cứu tại công ty thăm dò Gallup, làm việc cho Tình báo Anh trong Thế chiến II, sau đó dành một vài năm làm nghề nông ở Pennsylvania. Ogilvy bắt đầu tạo lập một chi nhánh tại Mỹ với sự ủng hộ của Mather & Crowther từ năm 1948, sau đó công ty mẹ đã sáp nhập với tập đoàn quảng cáo Benson tại Vương quốc Anh. Ogilvy đã mở văn phòng của mình ở Mỹ như "Hewitt, Ogilvy, Benson, & Mather" ở Manhattan với hai nhân viên và không có khách hàng.
Ogilvy đã được tập đoàn WPP mua lại năm 1989 với giá 864 triệu USD.
Năm 2005, Shona Seifert và Thomas Early, hai cựu giám đốc của Ogilvy & Mather, đã bị kết án về một tội danh âm mưu lừa gạt chính phủ và chín tội khai khống để Ogilvy tính giá cao hơn khi thực hiện quảng cáo cho Văn phòng Chính sách quốc gia phòng chống ma túy của Mỹ. Seifert và Early đã bị kết án 18 và 14 tháng tù giam tương ứng. Ogilvy & Mather trả 1.800.000 USD cho chính phủ để giải quyết một vụ kiện dân sự dựa trên các vấn đề thanh toán tương tự và tiếp tục thực hiện các hợp đồng tương tự cho cơ quan phòng chống ma túy của chính phủ Mỹ.

## Dịch vụ
OgilvyCulture được thành lập vào cuối năm 2010 và đầu năm 2011 với các sản phẩm văn hóa khác nhau cho thị trường. Social@Ogilvy và Ogilvy Youth là các bộ phận được tách ra vào năm 2012 để cung cấp các phương tiện truyền thông xã hội và các dịch vụ tiếp thị giới trẻ.
Chi nhánh Quan hệ công chúng Ogilvy (OPR) là một chi nhanh quan hệ công chúng toàn cầu với các công ty con thuộc sở hữu riêng của nó:
- Mind Resource: Mua lại vào năm 2011 tại Hồng Kông Công ty truyền thông chăm sóc sức khỏe Mind Resource Consulting Healthcare Limited. Được thành lập vào năm 2007, Mind Resource là một công ty truyền thông về chăm sóc sức khỏe.[cần dẫn nguồn]
- Feinstein Kean Healthcare: Được thành lập vào năm 1987, Feinstein Kean Healthcare
- Một công ty con trước đây, Dudley-Anderson-Yutzy, đã được mua lại bởi công ty trong năm 1983 và được nhập vào OPR chính thức năm 1988.

Năm 2005, Ogilvy PR mua lại một công ty vận động hành lang của đảng Cộng hòa gọi là Công ty liên bang Nhóm LLC. Công ty sau đó trở thành của cả hai đảng, và tên của nó đã được thay đổi thành Ogilvy Government Relations. OGR hoạt động từ cùng tòa nhà văn phòng của công ty mẹ ở Washington DC. Năm 2010 Ogilvy Government Relations đã trở thành một công ty con thuộc sở hữu hoàn toàn của Ogilvy & Mather. OGR có tổng thu nhập vận động hành lang hơn 21 triệu USD trong 2009. Doanh thu này đã đưa OGR thành công ty vận động hành lang lớn thứ 7 ở Hoa Kỳ. OGR được coi là 10 công ty dịch vụ tài chính vận động hành lang trong top các cuộc tranh luận cải cách pháp lý năm 2010. Khách hàng lớn của công ty bao gồm Blackstone Group, Highstar Capital, the Poker Players Alliance, Chevron Corporation, và Verizon Communications. Nhân viên và vận động hành lang OGR tặng hơn 230,000 USD cho các ứng cử viên đảng Cộng hòa chính và Đảng Dân chủ, chính trị gia và PAC trong chu kỳ bầu cử năm 2008.

## Các chiến dịch đáng chú ý
Quảng cáo của Google Ấn Độ trong năm 2013 (được Ogilvy & Mather Ấn Độ tạo ra) Reunion (về phân vùng của Ấn Độ) nó đã có tác động mạnh mẽ ở cả Ấn Độ và Pakistan, dẫn đến hy vọng cho việc nới lỏng các hạn chế đi lại giữa hai nước. Nó lan truyền mạnh và được xem hơn 1,6 triệu lần trước khi chính thức ra mắt trên truyền hình vào ngày 15 tháng 11 năm 2013.
Ogilvy gây ra một số tranh cãi trong những năm 2004 khi một đoạn video quảng cáo đã bị loại bỏ cho các xe ô tô hatchback Ford SportKa bị phân tán rộng rãi thông qua email. Video này dài 40 giây, trong đó quay một con mèo được máy tính tạo ra sống động như thật này bị giết chết khi va vào cửa sổ nóc xe. Mặc dù video đã bị Ford từ chối, nhưng vẫn bị rò rỉ lên internet, điều này làm dấy lên sự phẫn nộ trong số các blogger và các nhóm bảo về quyền động vật.
Ogilvy Government Relations, một công ty con thuộc sở hữu hoàn toàn của Ogilvy Public Relations, được cho là đóng một vai trò quan trọng trong việc tiêu diệt các giá thầu gây tranh cãi năm 2005 của công ty dầu khí Trung Quốc CNOOC mua Unocal Corporation, mà sau đó sẽ tiến tới việc hợp nhất với Chevron Corporation, một khách hàng của OGR. Công ty đã tham gia vào một cuộc tranh cãi vào tháng 5 năm 2009 khi giải thưởng Clio đã được trao cho chương trình the A & E History Channel. Một trong những hình ảnh của chương trình trên so sánh các trường hợp tử vong của những lính Mỹ tại Trân Châu Cảng với cái chết của người dân Nhật Bản sau vụ nổ bom nguyên tử ở Hiroshima.
Trong tháng 9 năm 2010, một quảng cáo trên đài phát thanh của Ogilvy & Mather cho ARCO, một công ty dầu và xăng tại Mỹ, gây ra một cuộc tranh cãi khi quảng cáo sử dụng một phiên bản tăng tốc của tiếng báo động khẩn cấp (EAS) và làm cho bộ giải mã EAS tại đài phát thanh trên toàn quốc đã kích hoạt báo động, làm cho toàn hệ thống phát tán tin nhắn khẩn cấp giả và gửi ra cho hệ thống truyền hình theo dõi và đài phát thanh cũng như các hệ thống cáp truyền hình địa phương khiến cho chương trình của họ bị khóa và thay thế bằng thông điệp khẩn cấp EAS, trong trường hợp này, là những quảng cáo cho ARCO. Tình hình đã đến đỉnh điểm khi một đài phát thanh thông báo rằng mã báo động EAS bị kích hoạt ít nhất 5 lần trong tuần vì các quảng cáo ARCO. Hiệp hội kỹ sư phát thanh truyền hình đã ban hành một bản tin cảnh báo cho tất cả các đài truyền hình cảnh báo họ về những quảng cáo trên.